# PFC Ludogorets Razgrad
El Profesionalen futbolen klub Ludogorets Razgrad (en español: Club de Fútbol Profesional Ludogorets de Razgrad) es un club de fútbol búlgaro de Razgrad. El equipo disputa sus partidos como local en Ludogorets Arena y juega en la Primera Liga de Bulgaria, la máxima división del fútbol búlgaro.
El club fue fundado en 2001 como Ludogorie y su denominación actual proviene del nombre de la región donde se encuentra Razgrad, Ludogorie, al noreste de Bulgaria. Los colores del club son verde, blanco y negro.
El Ludogorets ascendió a la Primera Liga, la primera división del fútbol búlgaro, por primera vez en su historia en la temporada 2011-12 y en esa misma campaña se proclamó campeón de liga y de la Copa de Bulgaria. Con este éxito y pese a ser debutante, el Ludogorets se convirtió en el tercer equipo de Bulgaria —después de los dos grandes CSKA Sofía y Levski Sofia— que lograba el triplete: Liga búlgara, Copa y Supercopa de Bulgaria. Sin embargo, su éxito se ha prolongado durante las siguientes temporadas, lo que le convierte en el único club de Europa que ha ganado 13 ligas consecutivas en sus primeros 13 años en Primera División.

## Historia

### Fundación y primeros años (2001-2008)
El club fue fundado el 18 de junio de 2001 como Ludogorie por Aleksandar Aleksandrov y Vladimir Dimitrov. En 2002 el club cambió su nombre a Razgrad 2000 después de una fusión con un equipo de fútbol juvenil. El equipo se proclamó campeón de su grupo durante dos temporadas seguidas, pero no tenía un presupuesto lo suficientemente grande como para entrar en categorías más altas. El ascenso a la máxima categoría del fútbol amateur en Bulgaria, V AFG (tercera división), fue conseguido después de la temporada 2005-06.

### Era de Domuschiev (2010–presente)

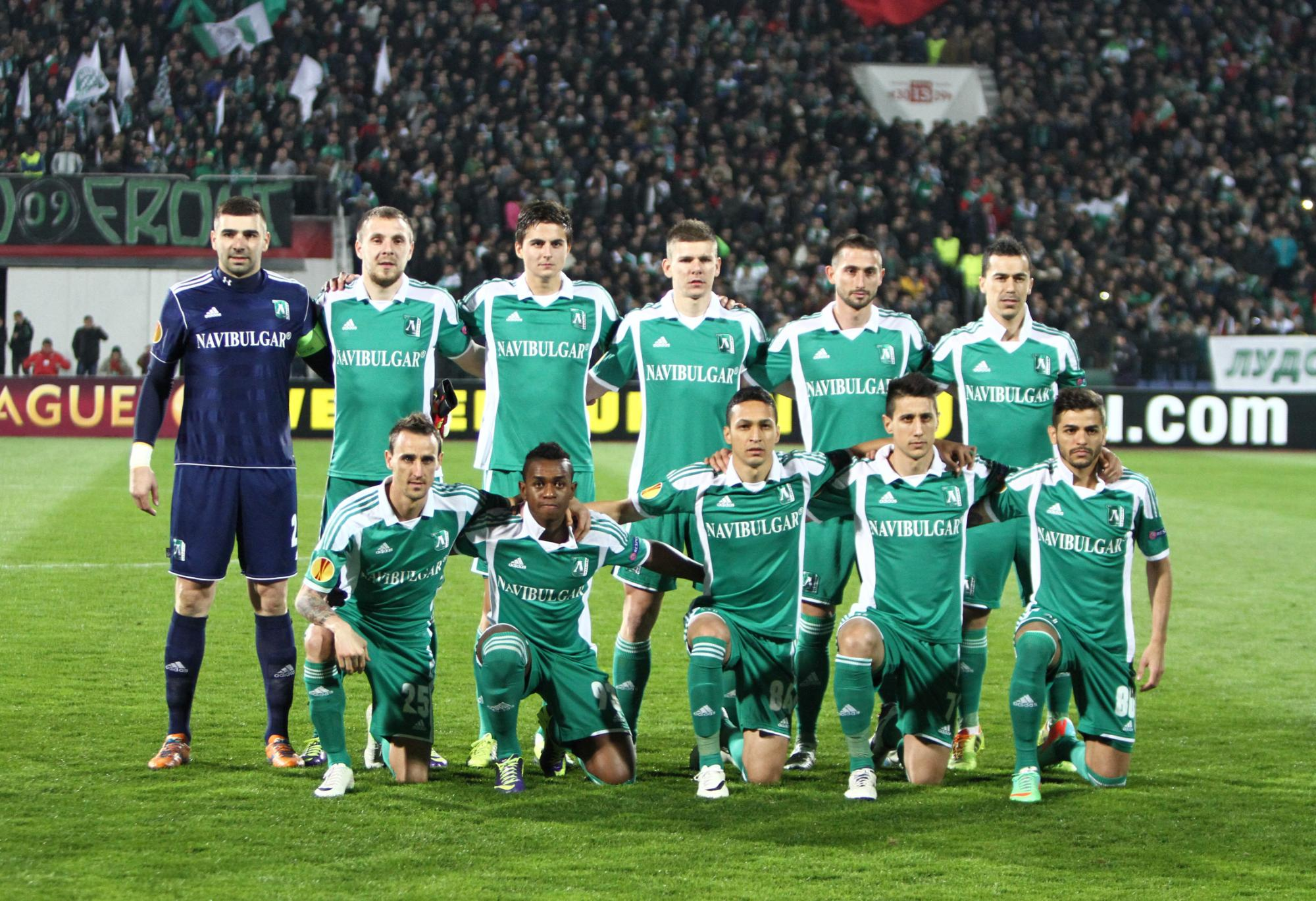
Ludogorets en la Europa League 2013-14.

En la campaña 2009-10, el equipo terminó en la segunda posición de la V PFG, la tercera categoría del fútbol local. Sin embargo, el curso 2010-11 logró el título de la segunda división, lo que le permitió ascender de forma automática a la primera división.
En su debut en la máxima categoría, logró el primer doblete de su historia. Logró la liga en la última jornada sobre el histórico CSKA Sofía, y el trofeo de Copa lo ganó al Lokomotiv Plovdiv en la final de Burgas por 1-2, ambos goles anotados por Marcelinho.

### UEFA Champions League
El Ludogorets consigue clasificarse por primera vez a la fase de grupos de la Champions en la Liga de Campeones de la UEFA 2014-15, al derrotar al Steaua de Bucarest, en la ronda clasificatoria, en los penaltis. El héroe del partido fue el defensa Cosmin Moti, que se puso de portero, debido a la expulsión del portero titular, logrando realizar dos paradas durante la tanda de penaltis con la que concluyó la eliminatoria. Como curiosidad, Cosmin fue jugador del FC Dinamo de Bucarest que tiene como rival al Steaua en la capital rumana, lo que le añadió más picante a la victoria final del equipo búlgaro. En la fase de grupos se enfrentó al Real Madrid CF, al Liverpool FC y al FC Basilea, grupo en el que quedó último con 4 puntos gracias al empate que cosechó ante el Liverpool FC y su victoria por (1-0) ante el FC Basilea, con un gol de Yordan Minev.
En la liga regular el Ludogorets se encontraba en segunda posición allá por la jornada 20, a sólo 3 puntos del CSKA Sofía, pero finalmente logró el título de liga.
La temporada siguiente comenzó para el Ludogorets con la Supercopa de Bulgaria disputada el día 12 de agosto frente al Cherno more Varna y que acabó con una derrota por 0-1, con un gol de Mehdi Bourabia, y en la fase previa de la UEFA Champions League 2015-16 acabó derrotado en la primera eliminatoria ante el Milsami Orhei con un 0-1 en el Ludogorets Arena y un 2-1 en el campo de los moldavos. En la Copa de Bulgaria quedó eliminado en octavos de final ante el Lokomotiv Gorna con un resultado de (1-0).
En la temporada 2016-17 empezó ganando al FK Mladost Podgorica por una global de 5-0 en las fases previas de la UEFA Champions League 2016-17. Posteriormente hizo lo mismo con el Estrella Roja de Belgrado, con una global de 4-6. Por último, en la fase previa, eliminó al FC Viktoria Plzeň checo, clasificándose así a la fase de grupos de la Champions por segunda vez en su historia.

## Estadio

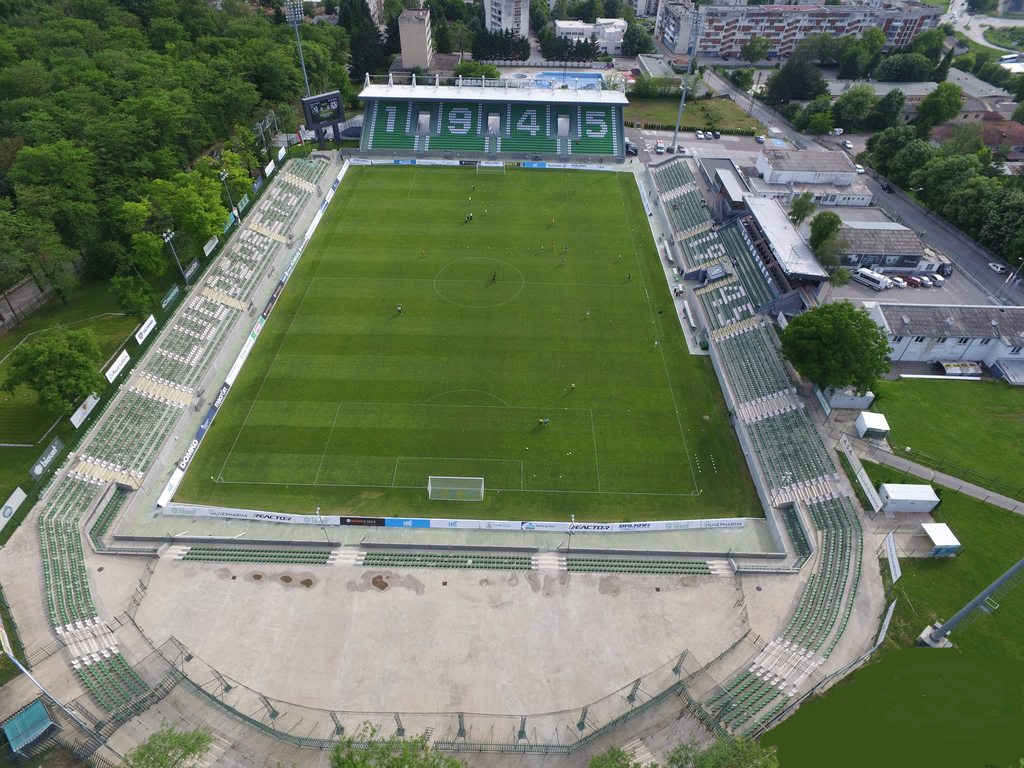

El estadio fue construido en la década de 1950, pero fue demolido y reconstruido en 2011.
El estadio Ludogorets arena, es un estadio multiusos ubicado en la ciudad de Razgrad, Bulgaria.
Cuenta con capacidad máxima de 11 000 espectadores, convirtiéndolo en un estadio de cuarta categoría de la UEFA. 

El 11 de julio de 2018, el Ludogorets abrió su renovada tribuna norte antes de su partido de Champions League en primera ronda contra el Crusaders FC. El sector añadió 2208 nuevos asientos, aumentando la capacidad del aforo en 11 000 espectadores.

## Entrenadores
- Lyudmil Goranov (julio 1998 – junio 1999)
- Ivaylo Petev (julio 2010 – julio 2013)
- Stoycho Stoev (julio 2013 – julio 2014)
- Georgi Dermendzhiev (julio 2014 – junio 2015)
- Bruno Ribeiro (julio 2015 – agosto 2015)
- Eduard Eranosyan (agosto 2015 – noviembre 2015)
- Georgi Dermendzhiev (noviembre 2015 – agosto 2017)
- Dimitar Dimitrov (agosto 2017 – junio 2018)
- Paulo Autuori (julio 2018 – octubre 2018)
- Antoni Zdravkov (octubre 2018 – marzo 2019)
- Stoycho Stoev (marzo 2019 – agosto 2019)
- Stanislav Genchev (septiembre 2019 – diciembre 2019)
- Pavel Vrba (diciembre 2019 – octubre 2020)
- Stanislav Genchev (octubre 2020 – enero 2021)
- Valdas Dambrauskas (enero 2021 – octubre 2021)
- Stanislav Genchev (octubre 2021 – diciembre 2021)
- Ante Šimundža (enero 2022 – marzo 2023)
- Ivaylo Petev (marzo 2023 – octubre 2023)
- Georgi Dermendzhiev (octubre 2023 –)

## Palmarés

### Torneos nacionales (27)
- Primera Liga de Bulgaria (14): 2011-12, 2012-13, 2013-14, 2014-15, 2015-16, 2016-17, 2017-18, 2018-19, 2019-20, 2020-21, 2021-22, 2022-23, 2023-24, 2024-25
- Copa de Bulgaria (4): 2011-12, 2013-14, 2022-23, 2024-25
- Supercopa de Bulgaria (8): 2012, 2014, 2018, 2019, 2021, 2022, 2023, 2024
- Segunda Liga de Bulgaria (1): 2010-11

## Estadísticas por temporada en laPrimera Liga de Bulgaria
| Temporada | Resultado  | PJ  | PG  | PE | PP | GF  | GC  | DG   | Puntos |
| --------- | ---------- | --- | --- | -- | -- | --- | --- | ---- | ------ |
| 2011-12   | 1°         | 30  | 22  | 4  | 4  | 73  | 16  | +57  | 70     |
| 2012-13   | 1°         | 30  | 22  | 6  | 2  | 58  | 13  | +45  | 72     |
| 2013-14   | 1°         | 38  | 25  | 9  | 4  | 74  | 20  | +54  | 84     |
| 2014-15   | 1°         | 32  | 18  | 9  | 5  | 63  | 24  | +39  | 60     |
| 2015-16   | 1°         | 32  | 21  | 7  | 4  | 55  | 21  | +34  | 70     |
| 2016-17   | 1°         | 36  | 25  | 8  | 3  | 87  | 28  | +59  | 83     |
| 2017-18   | 1°         | 36  | 27  | 7  | 2  | 91  | 22  | +69  | 88     |
| 2018-19   | 1°         | 36  | 23  | 10 | 3  | 67  | 19  | +48  | 79     |
| 2019-20   | 1°         | 31  | 21  | 9  | 1  | 59  | 18  | +41  | 72     |
| 2020-21   | 1°         | 31  | 22  | 4  | 5  | 69  | 29  | +40  | 70     |
| 2021-22   | 1°         | 31  | 26  | 1  | 4  | 77  | 25  | +52  | 79     |
| 2022-23   | 1°         | 35  | 26  | 7  | 2  | 81  | 27  | +54  | 85     |
| 2023-24   | 1°         | 35  | 26  | 4  | 5  | 87  | 24  | +53  | 82     |
| Total     | 13 títulos | 433 | 304 | 85 | 44 | 941 | 286 | +645 | 994    |

## Estadísticas en competiciones UEFA

### Por competencia
| Torneo                       | TJ | PJ  | PG | PE | PP | GF  | GC  | DG | Puntos |
| ---------------------------- | -- | --- | -- | -- | -- | --- | --- | -- | ------ |
| Liga de Campeones de la UEFA | 13 | 70  | 26 | 15 | 29 | 105 | 100 | +5 | 93     |
| Liga Europea de la UEFA      | 9  | 78  | 25 | 23 | 30 | 103 | 98  | +5 | 98     |
| Liga Conferencia de la UEFA  | 2  | 10  | 5  | 1  | 4  | 13  | 14  | -1 | 16     |
| Total                        | 24 | 158 | 56 | 39 | 63 | 221 | 212 | +9 | 207    |

## Participación en competiciones de la UEFA
| Competicion UEFA | Competicion UEFA          | Competicion UEFA | Competicion UEFA    | Competicion UEFA | Competicion UEFA | Competicion UEFA | Competicion UEFA |
| Temporada        | Torneo                    | Ronda            | Club                | Casa             | Visita           | Global           |                  |
| ---------------- | ------------------------- | ---------------- | ------------------- | ---------------- | ---------------- | ---------------- | ---------------- |
| 2012–13          | Liga de Campeones 2012-13 | Clasificatoria 2 | Dinamo Zagreb       | 1–1              | 2-3              | 3–4              |                  |
| 2013–14          | Liga de Campeones 2013-14 | Clasificatoria 2 | Slovan Bratislava   | 3–0              | 1–2              | 4–2              |                  |
| 2013–14          | Liga de Campeones 2013-14 | Clasificatoria 3 | Partizan Belgrado   | 2–1              | 1-0              | 3–1              |                  |
| 2013–14          | Liga de Campeones 2013-14 | Play-Off         | Basel               | 2–4              | 0–2              | 2–6              |                  |
| 2013–14          | Liga Europea 2013-14      | Grupo B          | PSV Eindhoven       | 2–0              | 2–0              | 1º lugar         |                  |
| 2013–14          | Liga Europea 2013-14      | Grupo B          | Dinamo Zagreb       | 3–0              | 2–1              | 1º lugar         |                  |
| 2013–14          | Liga Europea 2013-14      | Grupo B          | Chernomorets Odessa | 1–1              | 1-0              | 1º lugar         |                  |
| 2013–14          | Liga Europea 2013-14      | 16avos de final  | Lazio               | 3-3              | 1–0              | 4–3              |                  |
| 2013–14          | Liga Europea 2013-14      | Octavos de final | Valencia            | 0-3              | 0–1              | 0–4              |                  |
| 2014–15          | Liga de Campeones 2014-15 | Clasificatoria 2 | F91 Dudelange       | 4–0              | 1–1              | 5–1              |                  |
| 2014–15          | Liga de Campeones 2014-15 | Clasificatoria 3 | Partizan Belgrado   | 0–0              | 2-2              | 2-2 (v.)         |                  |
| 2014–15          | Liga de Campeones 2014-15 | Play-Off         | Steaua Bucarest     | 1–0              | 0–1              | 1-1 (6-5 p.)     |                  |
| 2014–15          | Liga de Campeones 2014-15 | Grupo B          | Real Madrid         | 4-0              | 1-2              | 4º lugar         |                  |
| 2014–15          | Liga de Campeones 2014-15 | Grupo B          | Basel               | 1-0              | 0-4              | 4º lugar         |                  |
| 2014–15          | Liga de Campeones 2014-15 | Grupo B          | Liverpool           | 2-2              | 1-2              | 4º lugar         |                  |
| 2015–16          | Liga de Campeones 2015-16 | Clasificatoria 2 | Milsami Orhei       | 0–1              | 1-2              | 1–3              |                  |
| 2016–17          | Liga de Campeones 2016-17 | Clasificatoria 2 | Mladost Podgorica   | 4–0              | 1–1              | 5–1              |                  |
| 2016–17          | Liga de Campeones 2016-17 | Clasificatoria 3 | Estrella Roja       | 2–2              | 2–4              | 4-6              |                  |
| 2016–17          | Liga de Campeones 2016-17 | Play-Off         | Viktoria Plzeň      | 2–0              | 2–2              | 4-2              |                  |
| 2016–17          | Liga de Campeones 2016-17 | Grupo B          | Arsenal             | 2–3              | 0–6              | 3º lugar         |                  |
| 2016–17          | Liga de Campeones 2016-17 | Grupo B          | Basel               | 1–1              | 0–0              | 3º lugar         |                  |
| 2016–17          | Liga de Campeones 2016-17 | Grupo B          | París Saint-Germain | 1–3              | 2–2              | 3º lugar         |                  |
| 2016–17          | Liga Europea 2016-17      | 16avos de final  | Copenhague          | 1–2              | 0–0              | 1–2              |                  |
| 2017–18          | Liga de Campeones 2017-18 | Clasificatoria 2 | Žalgiris Vilnius    | 4–1              | 1–2              | 5–3              |                  |
| 2017–18          | Liga de Campeones 2017-18 | Clasificatoria 3 | Hapoel Be'er Sheva  | 3–1              | 0–2              | 3–3 (v.)         |                  |
| 2017–18          | Liga Europea 2017-18      | Grupo C          | İstanbul Başakşehir | 1–2              | 0–0              | 2º lugar         |                  |
| 2017–18          | Liga Europea 2017-18      | Grupo C          | Hoffenheim          | 2–1              | 1–1              | 2º lugar         |                  |
| 2017–18          | Liga Europea 2017-18      | Grupo C          | Sporting Braga      | 1–1              | 2–0              | 2º lugar         |                  |
| 2017–18          | Liga Europea 2017-18      | 16avos de final  | Milan               | 0–3              | 0–1              | 0–4              |                  |
| 2018–19          | Liga de Campeones 2018-19 | Clasificatoria 1 | Crusaders           | 7–0              | 2–0              | 9–0              |                  |
| 2018–19          | Liga de Campeones 2018-19 | Clasificatoria 2 | Videoton            | 0–0              | 0–1              | 0–1              |                  |
| 2018–19          | Liga Europea 2018-19      | Clasificatoria 3 | Zrinjski Mostar     | 1–0              | 1–1              | 2–1              |                  |
| 2018–19          | Liga Europea 2018-19      | Play-Off         | Torpedo Kutaisi     | 4–0              | 1–0              | 5–0              |                  |
| 2018–19          | Liga Europea 2018-19      | Grupo A          | Bayer Leverkusen    | 2–3              | 1–1              | 4º lugar         |                  |
| 2018–19          | Liga Europea 2018-19      | Grupo A          | Zürich              | 1–1              | 0–1              | 4º lugar         |                  |
| 2018–19          | Liga Europea 2018-19      | Grupo A          | AEK Larnaca         | 0–0              | 1–1              | 4º lugar         |                  |
| 2019–20          | Liga de Campeones 2019-20 | Clasificatoria 1 | Ferencváros         | 2–3              | 1–2              | 3–5              |                  |
| 2019–20          | Liga Europea 2019-20      | Clasificatoria 2 | Valur               | 4–0              | 1–1              | 5–1              |                  |
| 2019–20          | Liga Europea 2019-20      | Clasificatoria 3 | The New Saints      | 5–0              | 4–0              | 9–0              |                  |
| 2019–20          | Liga Europea 2019-20      | Play-Off         | Maribor             | 0–0              | 2–2              | 2–2 (v.)         |                  |
| 2019–20          | Liga Europea 2019-20      | Grupo H          | CSKA Moscú          | 5–1              | 1–1              | 2º lugar         |                  |
| 2019–20          | Liga Europea 2019-20      | Grupo H          | Ferencváros         | 1–1              | 3–0              | 2º lugar         |                  |
| 2019–20          | Liga Europea 2019-20      | Grupo H          | Espanyol            | 0–1              | 0–6              | 2º lugar         |                  |
| 2019–20          | Liga Europea 2019-20      | 16avos de final  | Internazionale      | 0–2              | 1–2              | 1–4              |                  |
| 2020-21          | Liga de Campeones 2020-21 | Clasificatoria 1 | Budućnost Podgorica | –                | 3–1              | 3–1              |                  |
| 2020-21          | Liga de Campeones 2020-21 | Clasificatoria 2 | Midtjylland         | 0–1              | –                | 0–1              |                  |
| 2020-21          | Liga Europea 2020-21      | Clasificatoria 3 | Exento              | Exento           | Exento           | Exento           |                  |
| 2020-21          | Liga Europea 2020-21      | Play-Off         | Dinamo Brest        | –                | 2–0              | 2–0              |                  |
| 2020-21          | Liga Europea 2020-21      | Grupo J          | Antwerp             | 1–2              | 1–3              | 4º lugar         |                  |
| 2020-21          | Liga Europea 2020-21      | Grupo J          | LASK                | 1–3              | 3–4              | 4º lugar         |                  |
| 2020-21          | Liga Europea 2020-21      | Grupo J          | Tottenham Hotspur   | 1–3              | 0–4              | 4º lugar         |                  |
| 2021-22          | Liga de Campeones 2021-22 | Clasificatoria 1 | Shakhtyor Soligorsk | 1–0              | 1–0              | 2–0              |                  |
| 2021-22          | Liga de Campeones 2021-22 | Clasificatoria 2 | Mura                | 3–1              | 0–0              | 3–1              |                  |
| 2021-22          | Liga de Campeones 2021-22 | Clasificatoria 3 | Olympiakos          | 2–2              | 1–1              | 3–3 (4:1 pen.)   |                  |
| 2021-22          | Liga de Campeones 2021-22 | Play-Off         | Malmö               | 2–1              | 0–2              | 2–3              |                  |
| 2021-22          | Liga Europea 2021-22      | Grupo F          | Midtjylland         | 0–0              | 1–1              | 4º lugar         |                  |
| 2021-22          | Liga Europea 2021-22      | Grupo F          | Estrella Roja       | 0–1              | 0–1              | 4º lugar         |                  |
| 2021-22          | Liga Europea 2021-22      | Grupo F          | Sporting Braga      | 0–1              | 2–4              | 4º lugar         |                  |
| 2022-23          | Liga de Campeones 2022-23 | Clasificatoria 1 | Sutjeska            | 2–0              | 1–0              | 3–0              |                  |
| 2022-23          | Liga de Campeones 2022-23 | Clasificatoria 2 | Shamrock Rovers     | 3–0              | 1–2              | 4–2              |                  |
| 2022-23          | Liga de Campeones 2022-23 | Clasificatoria 3 | Dinamo Zagreb       | 1–2              | 2–4              | 3–6              |                  |
| 2022-23          | Liga Europea 2022-23      | Play-Off         | Žalgiris Vilnius    | 1–0              | 3–3              | 4–3              |                  |
| 2022-23          | Liga Europea 2022-23      | Grupo C          | Real Betis          | 0–1              | 3–2              | 3º lugar         |                  |
| 2022-23          | Liga Europea 2022-23      | Grupo C          | Roma                | 2–1              | 3–1              | 3º lugar         |                  |
| 2022-23          | Liga Europea 2022-23      | Grupo C          | HJK                 | 2–0              | 1–1              | 3º lugar         |                  |
| 2022-23          | Liga Conferencia 2022-23  | 16avos de final  | RSC Anderlecht      | 1–0              | 1–2              | 2–2 (0:3 pen.)   |                  |
| 2023-24          | Liga de Campeones 2023-24 | Clasificatoria 1 | Ballkani            | 2–0              | 0–4              | 2–4              |                  |
| 2023-24          | Liga de Campeones 2023-24 | Clasificatoria 2 | Olimpija Ljulbljana | 1–1              | 1–2              | 2–3              |                  |
| 2023-24          | Liga Europea 2023-24      | Tercera Ronda    | Astana              | 2–1              | 1–5              | 3–6              |                  |
| 2023-24          | Liga Europea 2023-24      | Play-Off         | Ajax                | 1–4              | 1–0              | 2–4              |                  |
| 2023-24          | Liga Conferencia 2023-24  | Grupo H          | Fenerbahçe          | 2–0              | 3–1              | 2º lugar         |                  |
| 2023-24          | Liga Conferencia 2023-24  | Grupo H          | Nordsjælland        | 1–0              | 7–1              | 2º lugar         |                  |
| 2023-24          | Liga Conferencia 2023-24  | Grupo H          | Spartak Trnava      | 4–0              | 1–2              | 2º lugar         |                  |
| 2023-24          | Liga Conferencia 2023-24  | Ronda Preliminar | Servette            | 1–0              | 0–0              | 1–0              |                  |
| 2024-25          | Liga de Campeones         | Clasificatoria 1 | Dinamo Batumi       | 3-1              | 0-1              | 3-2              |                  |
| 2024-25          | Liga de Campeones         | Clasificatoria 2 | Dinamo Minsk        | 2-0              | 0-1              | 2-1              |                  |
| 2024-25          | Liga de Campeones         | Clasificatoria 3 | Qarabag             | 2-7              | 2-1              | 4-8              |                  |
| 2024-25          | Europa League             | Play-Off         | Petrocub Hincesti   | 4-0              | 2-1              | 6-1              |                  |
| 2024-25          | Europa League             | Fase Liga        | Slavia Praga        | 0-2              |                  | 33º lugar        |                  |
| 2024-25          | Europa League             | Fase Liga        | Viktoria Plzen      |                  | 0-0              | 33º lugar        |                  |
| 2024-25          | Europa League             | Fase Liga        | RSC Anderlecht      |                  | 0-2              | 33º lugar        |                  |
| 2024-25          | Europa League             | Fase Liga        | Athletic Club       | 1-2              |                  | 33º lugar        |                  |
| 2024-25          | Europa League             | Fase Liga        | Lazio               |                  | 0-0              | 33º lugar        |                  |
| 2024-25          | Europa League             | Fase Liga        | AZ Alkmaar          | 2-2              |                  | 33º lugar        |                  |
| 2024-25          | Europa League             | Fase Liga        | Midtjylland         | 0-2              |                  | 33º lugar        |                  |
| 2024-25          | Europa League             | Fase Liga        | Olympique Lyon      |                  | 1-1              | 33º lugar        |                  |